# Lestodiplosis verbasci
Lestodiplosis verbasci är en tvåvingeart som beskrevs av Fedotova 2004. Lestodiplosis verbasci ingår i släktet Lestodiplosis och familjen gallmyggor. Inga underarter finns listade i Catalogue of Life.